# Clarín
Clarin – największa gazeta ukazująca się w Argentynie. Została założona przez Roberto Noble. Jest gazetą politycznie neutralną.
Clarin był jedną z pierwszych na świecie gazet wydawanych w formacie tabloid. Jej pierwszy numer ukazał się 28 sierpnia 1945. Miał 18 stron i 60 tysięcy egzemplarzy nakładu, który rozszedł się w całości. Głównymi tematami pierwszego wydania były: zakończenie II wojny światowej, wizyta generała De Gaulle w Nowym Jorku i zrzucenie bomby atomowej na japońskie miasta. Pierwszy numer rozdawany był bezpłatnie. Gazeta sprzedawana była dopiero od drugiego numeru.
Wydawana w Buenos Aires gazeta osiąga nakład 500 tys. egzemplarzy. 44% nakładu jest dystrybuowane w stolicy. Portal internetowy www.clarin.com jest jedną z najczęściej odwiedzanych witryn w języku hiszpańskim. Jej dyrektorem jest Marcelo Franco.
Grupo Clarin (spółka wydająca dziennik) wydaje również gazetę sportową Olé, Elle (od 1994) i popołudniówkę La Razón. Dodatkowo posiada kanał telewizyjny Canal 13, trzy stacje radiowe i inne media.
W 1988 grupa Clarin zaczęła wcielać w życie swój plan ekspansji na inne media. Kupiła więc dziennik Pagina 12, rozgłośnię radiową Radio Mitre i telewizję Canal 13 zajmującą się podawaniem informacji rządowych, transmisją rozgrywek piłkarskich i kupowaniem dziesiątek telewizji kablowych; w ten sposób posiadała monopol wśród firm zajmujących się dostarczaniem usług TV kablowej (800 tys. odbiorców).
W 1995 Clarin uruchomił swój portal internetowy (4 mln odsłon miesięcznie).